# Nun me scoccià/I Say I' Sto Ccà
Nun me scoccià/I Say I' Sto Ccà è un singolo di Pino Daniele; entrambi i brani sono scritti da Daniele e tratti dall'album Nero a metà, terzo lavoro del cantautore napoletano.

## Nun me scoccià
La canzone verrà inserita nelle raccolte Musica musica (1986) e The platinum collection: The early years (2008).

## Tracce
1. Nun me scoccià – 3:35
2. I Say i' sto ccà – 4:08

## Formazione
- Pino Daniele - voce, chitarra acustica, chitarra elettrica
- Aldo Mercurio - basso in 1
- Gigi De Rienzo – basso in 2
- Ernesto Vitolo - tastiera
- Mauro Spina - batteria
- Bruno De Filippi – armonica (traccia 2)

## Classifiche
| Classifica (2015) | Posizione massima |
| ----------------- | ----------------- |
| Italia            | 78                |